# Visserij

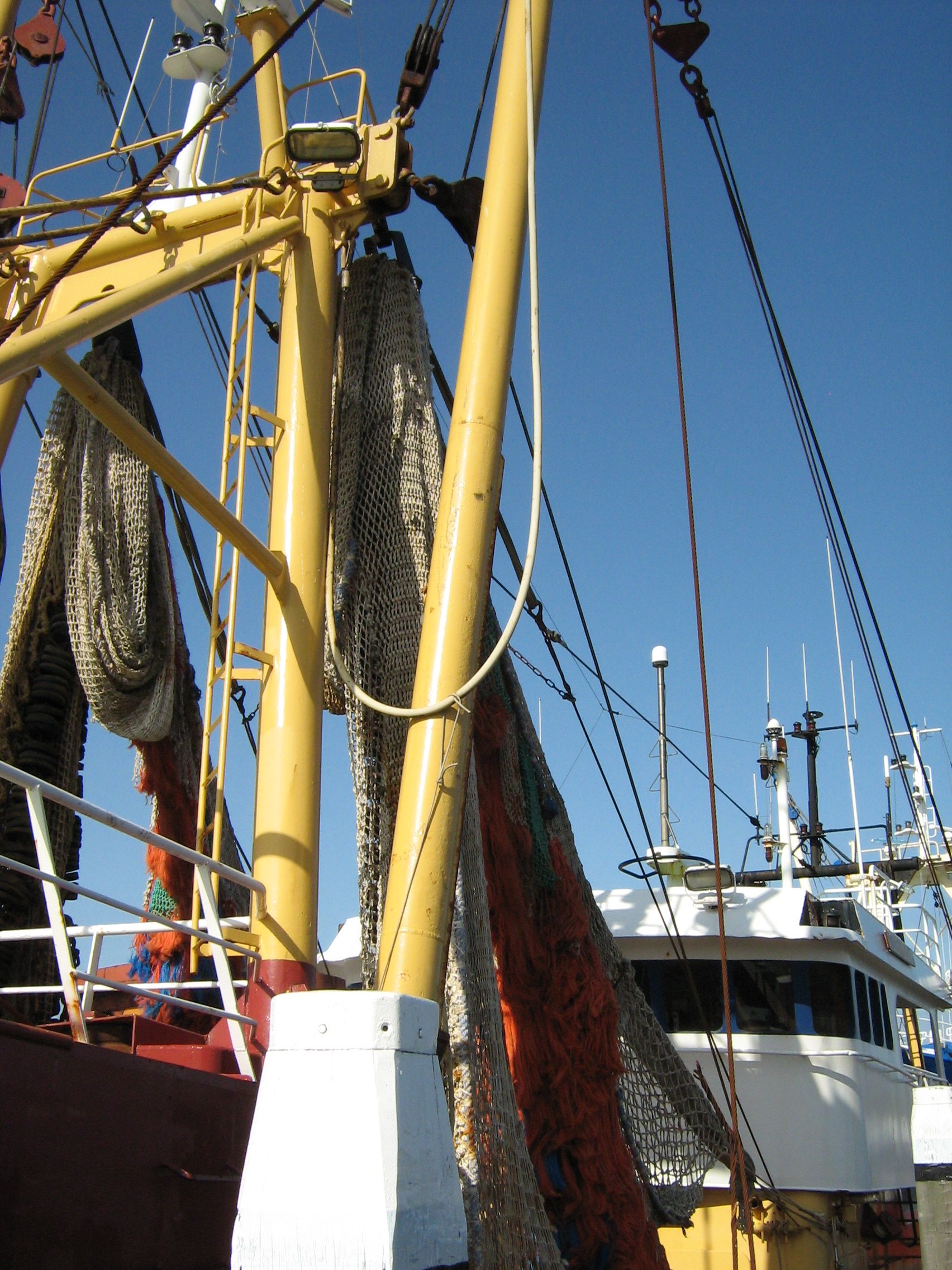
Een vissersboot in de haven van Stellendam

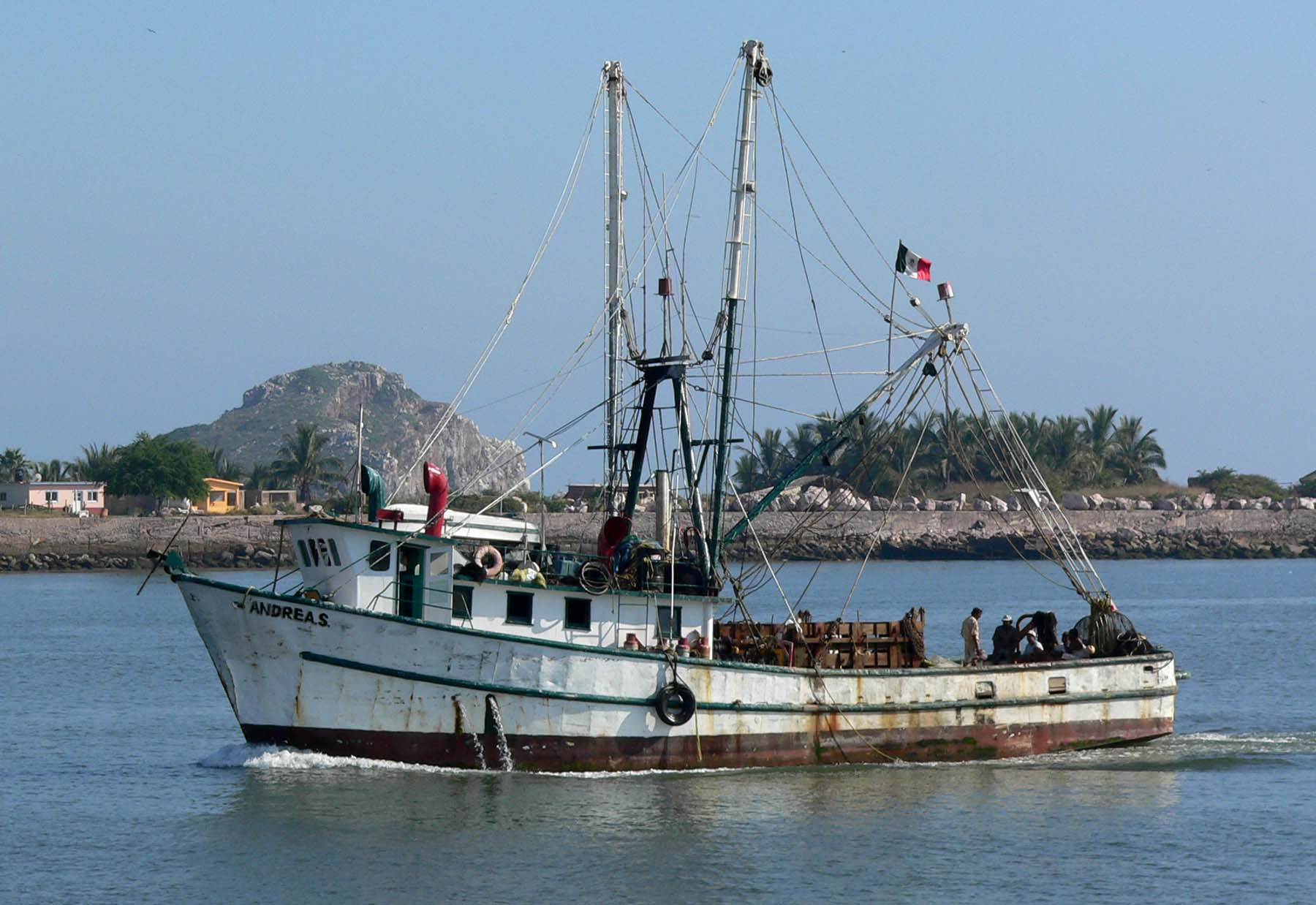
Vissersboot in Mazatlán (Mexico)

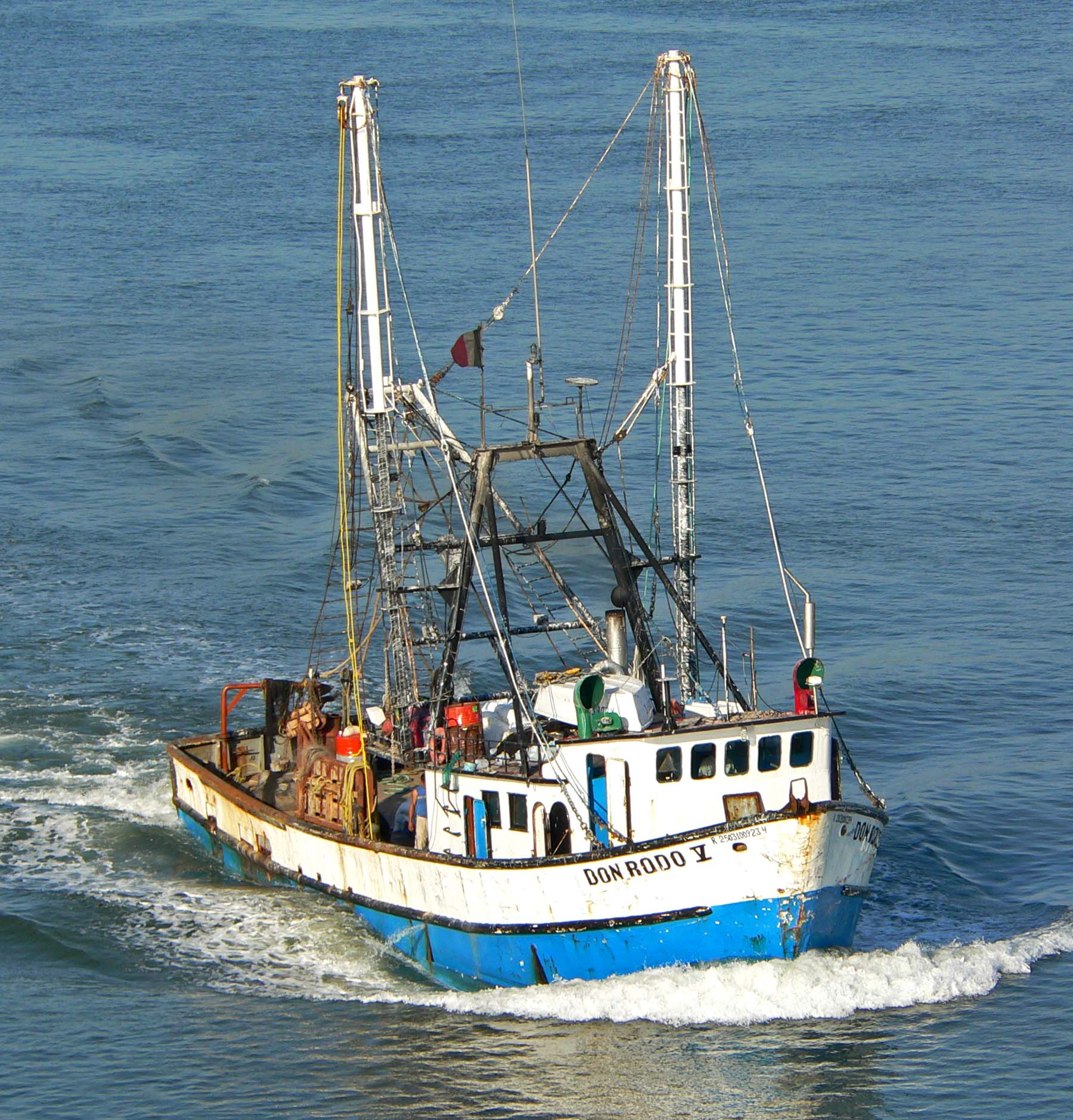
Vissersboot in Mazatlán

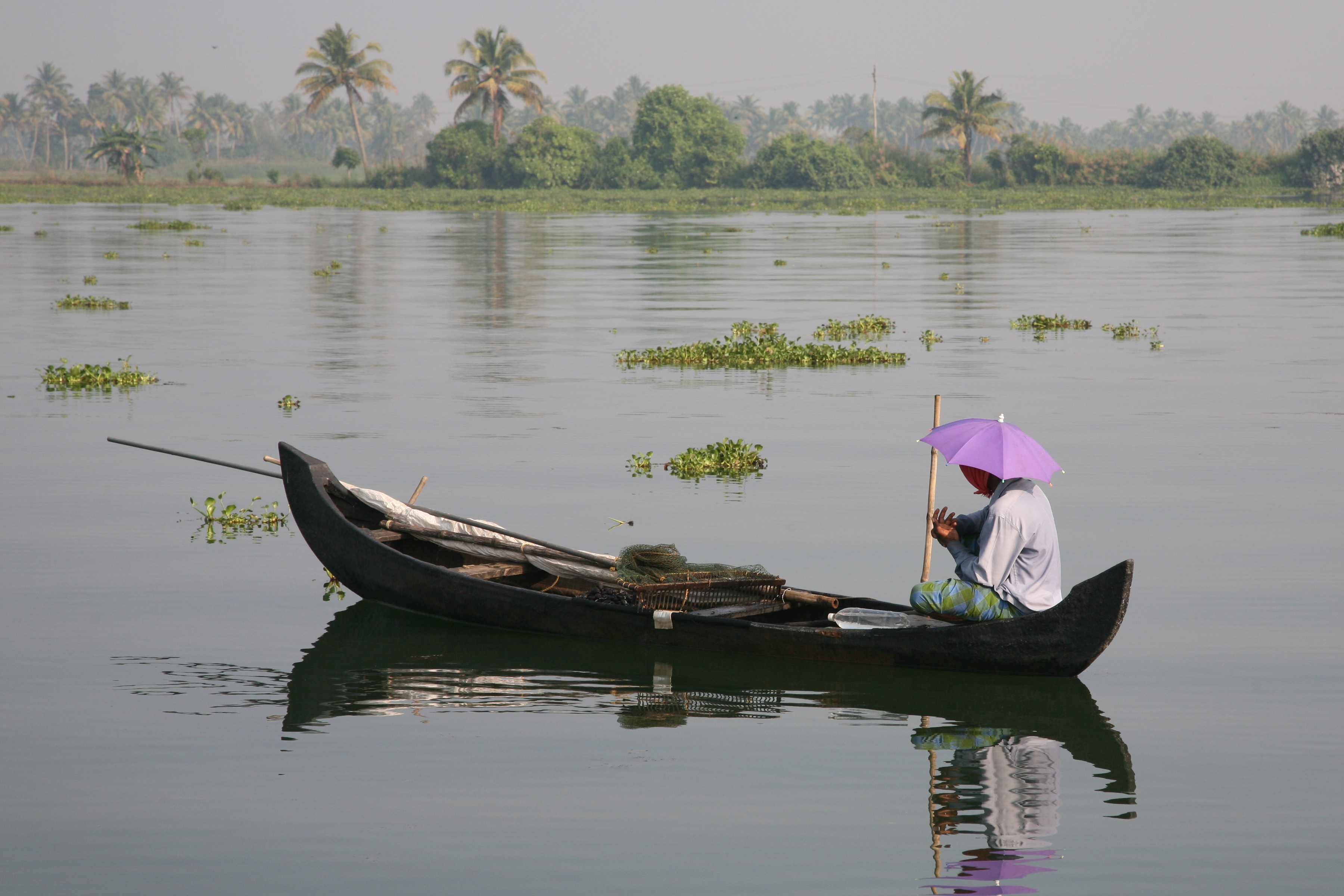
Een visser in de Indiase deelstaat Kerala

Visserij is het uit het water halen van organismen door de mens. De mensheid vangt al sinds mensenheugenis vis, weekdieren, schaaldieren, zoogdieren en algen. De vangst van week-, schaal- en zoogdieren en wieren is bescheiden in vergelijking met de vangst van vis. Dat neemt niet weg dat de vangst en kweek van weekdieren, als mossel en oester, en kreeftachtigen, zoals garnalen, in verschillende klimaatzones een rol speelt.

## Inleiding
De zeevisserij bestaat voor een groot gedeelte uit de vangst van haring, kabeljauw, makreel en tonijn. De vangst van haai, rog en zoogdieren zoals dolfijn en walvis staat ter discussie; een groot aantal landen hebben de vangst daarvan verboden. Een bijzondere vorm van de visserij is het kweken van vis in een aquacultuur. Het doel van de visserij is deels voedselvoorziening en deels het winnen van productiegrondstoffen (voor onder andere lijm).
De visserij kan worden gebruikt als bron van inkomsten, de beroepsvisserij, of als recreatie, de sportvisserij. In relatief veel landen is de visvangst een belangrijke bron van inkomsten. De visserij levert ongeveer 18% van de menselijke dierlijke eiwitconsumptie, maar in sommige derdewereldlanden bedraagt dit soms meer dan dertig procent. De totale vissector in Nederland (aanvoer, handel en verwerking) is samen goed voor ongeveer 0,2% van het nationaal inkomen (BNP).
Overbevissing is een ernstig probleem in vele zeeën wereldwijd. De landen binnen de Europese Unie hebben visquota afgesproken, waarbij jaarlijks wordt bepaald hoeveel vis elk land mag vissen. Ook door onder andere bijvangst heeft de visstand veel te lijden, en sleepnetten veroorzaken grote schade aan het bodemleven in zee.

## Geschiedenis
Het verzamelen van weekdieren uit zee is al zeer oud. De oudste bewijzen daarvoor zijn de prehistorische mosselafvalhopen (Engels: middens), die langs kusten gevonden zijn. Bekende mosselafvalhopen zijn gevonden bij Pinnacle-Point aan de Indische oceaan in Zuid-Afrika. Deze afvalhopen zijn gedateerd op een ouderdom van 164.000 jaar, oudere vondsten zijn gedaan in Terra Amata bij Nizza, deze zijn ongeveer 400.000 jaar oud (Paola Villa 1983).
Visgerei wordt sinds de steentijd gebruikt door mensen. De oudst bekende overblijfselen van de visvangst zijn gevonden in Katanda aan de rivier “Semliki” in de Grote Slenk in de Democratische Republiek Congo. Hier werden naast harpoenen ook de graten van twee meter lange meervallen gevonden, die gedateerd zijn op een ouderdom van 90.000 jaar. Reeds 35.000-10.000 jaar geleden werden afbeeldingen van vissen gemaakt in Franse grotten en als versiering op voorwerpen. Visgerei werd vervaardigd uit beenderen of uit hoorn. Naast forel werd gevist op snoek en op zalm.
Visgerei ontwikkelde zich en vanaf het mesolithicum zijn er duidelijk bewijzen voor het gebruik van visvangst met behulp van een hengel, visspeer, drietand, harpoen en met visnetten zoals drijfnet, werpnet, sleepnet, fuik en staand want daarnaast met behulp van een visdam. Vanaf zevenduizend jaar geleden zijn er aanwijzingen dat de visserij ook vanuit boten plaatsvond. In Oost-Timor zijn zelfs aanwijzingen gevonden dat daar al 42.000 jaar geleden op zee werd gevist met boten.

## Statistieken wereldwijd
In 1950 werd wereldwijd zo'n 20 miljoen ton vis aan land gebracht. Dit steeg in de decennia erna gestaag tot zo'n 90 miljoen ton in 1990. Daarna trad een duidelijke stabilisatie op, de visvangst bleef schommelen tussen de 80 en 90 miljoen ton op jaarbasis. De groei in visconsumptie ging gestaag door, maar in deze extra vraag werd bijna uitsluitend voorzien door de sterke opkomst van de visteelt. De visconsumptie per hoofd van de bevolking steeg van 9,0 kilogram in 1961 naar 20,5 kg in 2018 ofwel een gemiddelde groei van 1,5% per jaar.
In 2018 bracht de visserij wereldwijd in totaal 178,5 miljoen ton vissen en schaaldieren aan land met een waarde van US$ 401 miljard. Hiervan was de aandeel van de visserij 96,4 miljoen ton en de visteelt bereikte een productie van 82,1 miljoen ton. 
Bij de visserij waren de drie belangrijkste vissoorten de ansjovis, meer dan 7 miljoen ton, met alaskakoolvis op de tweede plaats met 3,4 miljoen ton en op de derde plaats skipjacktonijn met 3,2 miljoen. In 2017 was sprake van overbevissing voor 34% van de vissoorten terwijl in 1974 dit aandeel nog 10% was. Vooral in de Zwarte Zee en de Middellandse Zee is sprake van extreem veel overbevissing en wordt zo'n 60% van de vissoorten bedreigd. De zeven belangrijkste landen, de Volksrepubliek China, Indonesië, Peru, India, Rusland, de Verenigde Staten en Vietnam hadden gezamenlijk een aandeel van 50% van de aanvoer in tonnen.
De visteelt is veel geconcentreerder. De top 10 landen produceerden 72,8 miljoen ton of 88,7% van het wereldwijde totaal. China staat ver bovenaan met een productie van 47,6 miljoen ton, gevolgd door India met 7,1 miljoen ton. Met 1,4 miljoen ton is Noorwegen de grootste Europese producent, maar staat op de zevende plaats wereldwijd. Zo’n 66% van de productie bestaat uit vis, 21% uit weekdieren en 11% uit kreeftachtigen.
De wereldwijde productie van waterplanten was 33,3 miljoen ton in 2018 en bestaat bijna volledig uit zeewier.
De wereldwijde visserijvloot telde in 2018 zo’n 4,56 miljoen vaartuigen. Hiervan is 63% gemotoriseerd en het aandeel van de grootste schepen, met een lengte over alles van 24 meter en meer was 2%. In totaal zijn in deze sector 60 miljoen mensen actief, waarvan 39 miljoen in de visserij en 21 miljoen in de visteelt.
De belangrijkste bestemming van de visvangst is menselijke consumptie. Ongeveer een tiende heeft een andere bestemming en wordt voornamelijk verwerkt tot visolie en vismeel. In 2017 was de gemiddelde consumptie van vis per hoofd van de bevolking 20,3 kilogram en voor 2018 wordt deze geschat op 20,5 kg, waarbij het aandeel van de visteelt lag op 10,8 kg en daarmee iets boven de bijdrage van de visserij uitkwam.

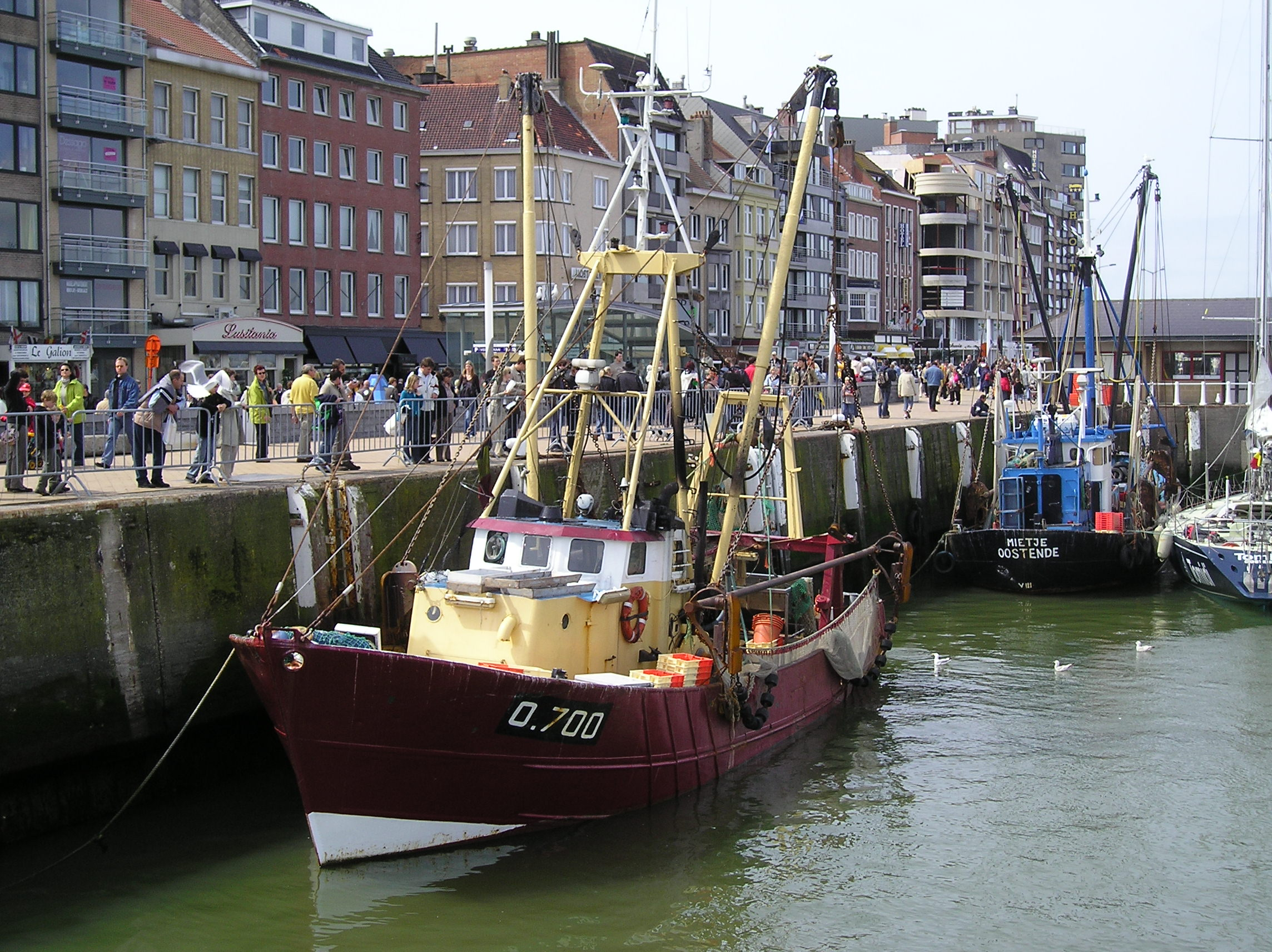
Vissersschip in Oostende

## Indeling binnen de visserij
De visserij is op verschillende manieren in te delen:
- Naar het milieu waar gevist wordt: zoetwater, brak water of zeewater; daarnaast is er de viskwekerij of aquacultuur.
- Naar de ligging van het visgebied (gedeeltelijk overlappend met het vorige criterium): zee-, kust-, riviervisserij etc.
- Naar de soort vissen waar men op vist: haring, platvis, paling etc.
- Naar de gebruikte techniek en hulpmiddelen (vistuig): actief, bijvoorbeeld boomkor, trawl, zegen. Of passief, bijvoorbeeld vleet, hoekwant, fuik, hengel etc.
- Naar het gebruikersdoel: commerciële beroepsvisserij (industrieel of ambachtelijk) en niet-commerciële hobbyvisserij (individueel of in verenigingsverband), de  sportvissers.
- Naar de technologische ontwikkelingsfase: industriële, semi-industriële en ambachtelijke visserij.
- Naar rechtmatigheid: reguliere en illegale visserij.
- Naar vangstgebied: diepzeevisserij (de oceanen, met vriestrawlers), Noordzeevisserij (vnl. met grote boomkorkotters), kustvisserij (vnl. met Eurokotters),  binnenvisserij (IJsselmeer en binnenwateren) en riviervisserij
- Naar diersoort: de platvisvloot, de rondvisvloot, de garnalenvloot en de schelpdiervisserij (mosselen, oesters, kokkels en dergelijke)

## Vissersplaatsen Nederland
De belangrijkste visserijplaatsen van Nederland zijn: Breskens, Arnemuiden, Vlissingen, Yerseke, Bruinisse, Tholen, Stellendam, Goedereede, Ouddorp, Scheveningen, Katwijk, Den Helder, Oudeschild, Den Oever, Urk, Harlingen en Zoutkamp. Belangrijke havens zijn verder Scheveningen, IJmuiden, Colijnsplaat, Lauwersoog en Vlissingen.

## Vissersplaatsen België
De belangrijkste visserijplaatsen van België zijn: Oostende, Zeebrugge en Nieuwpoort.